# Секрет краси
«Секрет краси» — радянський чорно-білий комедійний короткометражний художній фільм 1955 року, знятий на кіностудії «Мосфільм».

## Сюжет
У міській школі перукарів йдуть іспити. Учениця-незграба Кукушкіна (Тамара Носова), зіпсувавши все, що було на голові у чергового клієнта, просить свого залицяльника — стилягу Едіка (Олег Анофрієв) — сісти в її крісло. Закоханий Едик погоджується, і надовго прощається зі своїм стильним коком. Комедія зроблена в епоху гонінь на «стиляг» і носить явно сатиричний характер.

## У ролях
- Петро Константинов — відряджений, клієнт перукарні
- Клавдія Блохіна — Надя Сомова, перукар-учениця
- Олег Анофрієв — Едик, стиляга
- Олексій Петроченко — директор перукарні
- Георгій Мілляр — голова екзаменаційної комісії
- Тамара Носова — Нінель Кукушкіна, перукар-учениця
- Любов Студнєва — підсобна працівниця в перукарні
- Віра Алтайська — клієнт перукарні в салоні-люкс
- Петро Рєпнін — клієнт перукарні
- Надія Ковальова — член екзаменаційної комісії
- Микола Сморчков — перукар-учень

## Знімальна група
- Режисер-постановник — Василь Ординський
- Сценарист — Яків Сегель
- Оператор-постановник — Ігор Слабневич
- Композитор — Олександр Цфасман
- Художник-постановник — Семен Ушаков